# Culex grahamii
Culex grahamii är en tvåvingeart som beskrevs av Theobald 1910. Culex grahamii ingår i släktet Culex och familjen stickmyggor. Inga underarter finns listade i Catalogue of Life.